# Antonio Ermolao Paoletti
Antonio Ermolao Paoletti (Venezia, 8 maggio 1834 – Venezia, 13 dicembre 1912) è stato un pittore italiano.

## Biografia
Frequentò l'Accademia di belle arti di Venezia insieme allo scultore Antonio Dal Zotto.
I suoi quadri richiamano spesso e volentieri momenti di vita veneziana. Con sobrietà e attenzione ai particolari, Paoletti ama ritrarre le attività commerciali della città, con assidua presenza di fanciulli.
Tra i numerosi affreschi realizzati dal pittore in Veneto spicca la pala dell'altar maggiore della parrocchiale di San Materno a Melara, eseguita nel 1863, nella quale sono raffigurati la Madona del Rosario con sant'Antonio e San Materno  Nel presbiterio della chiesa di San Lazzaro, nell'isola veneziana dedicata al santo, nonché casa madre dell'ordine mechitarista, sono collocate due edicole lignee con due dipinti di Ermolao Paoletti, raffiguranti San Giovanni Battista e Santo Stefano protomartire.
I suoi dipinti sono stati oggetto di una sensibile rivalutazione da parte della critica.
Fu collezionista di vestiti d'epoca e stoffe veneziani, nonché di stampe del Sei e Settecento; buona parte di questa collezione venne venduta al Museo Correr da Paoletti stesso o dalla vedova Alba Baroni subito dopo la sua morte.